# Gulstrupig busksmyg
Gulstrupig busksmyg (Neosericornis citreogularis) är en fågel i familjen taggnäbbar inom ordningen tättingar.

## Utseende och läte
Gulstrupig busksmyg är en liten tätting med just gult på strupen. Fjäderdräkten är övervägande olivbrun, med gula kanter på handpennorna. Vidare har den ett mörkt ansikte med ett ljust streck ovan ögat. Fågeln har noterats lätena från andra arter.

## Utbredning och systematik
Gulstrupig busksmyg förekommer endast i östra Australien. Den delas in i tre underarter med följande utbredning:
- cairnsi – förekommer i nordöstra Queensland (Cooktown till Paluma Range)
- intermedius – förekommer i östra Australien (sydöstra Queensland till New South Wales (Clarence River)
- citreogularis – förekommer i östra New South Wales (Clarence River)

### Släktestillhörighet
Gulstrupig busksmyg placeras traditionellt i släktet Sericornis, men lyfts ut till det egna släktet Neosericornis av International Ornithological Congress (IOC) efter genetiska studier. Denna linje följs här.

## Levnadssätt
Gulstrupig busksmyg hittas i regnskog. Där ses den aktivt hoppa omkring och födosöka på marken.

## Status
Arten har ett stort utbredningsområde och beståndet anses stabilt. Internationella naturvårdsunionen IUCN listar den därför som livskraftig (LC).

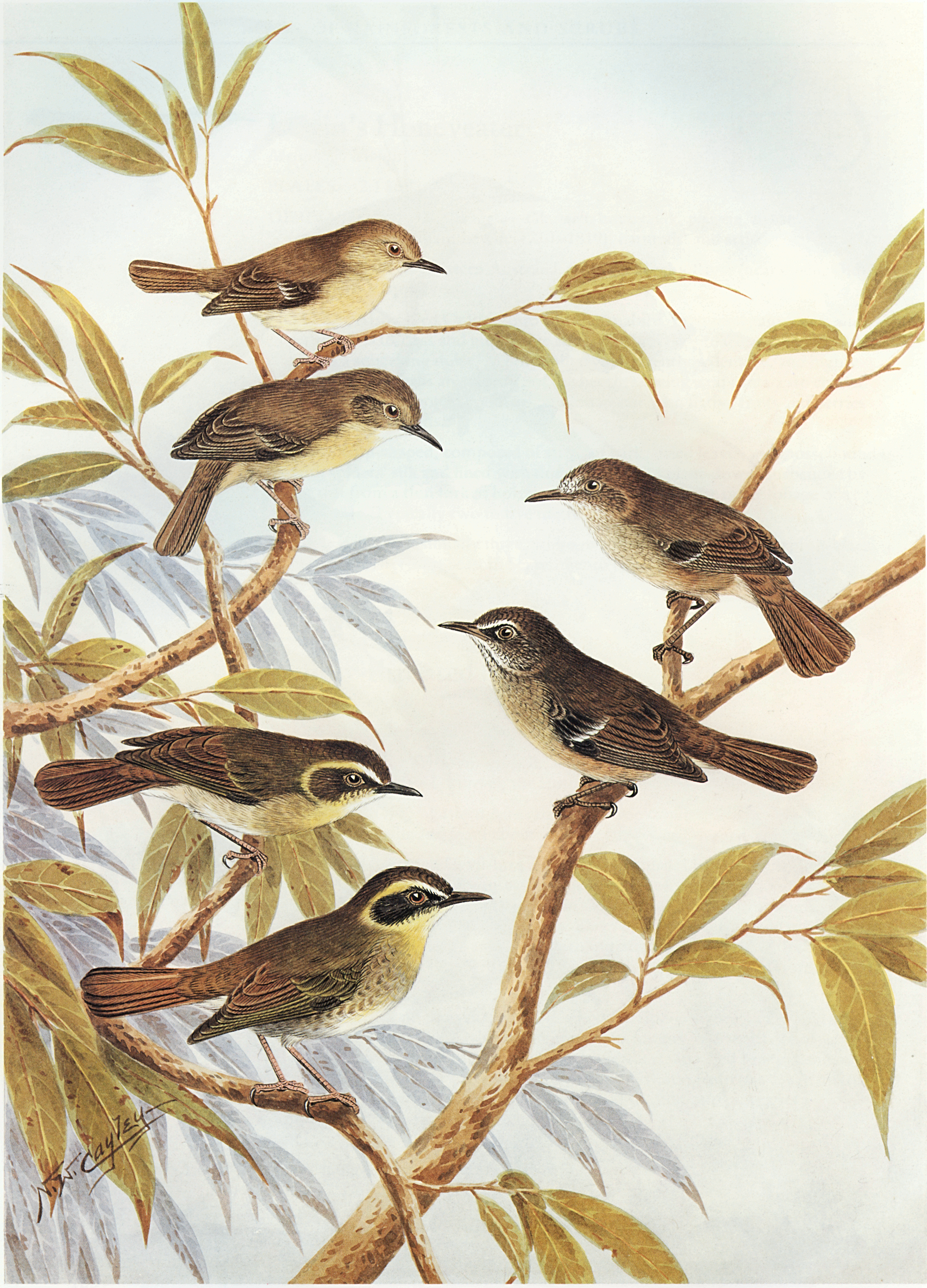